# آدم ويلكوكس
آدم ويلكوكس (بالإنجليزية: Adam Wilcox)‏ هو لاعب هوكي الجليد أمريكي، ولد في 26 نوفمبر 1992 في ساوث سانت بول في الولايات المتحدة.

## وصلات خارجية
- آدم ويلكوكس على موقع دوري الهوكي الوطني (الإنجليزية)
- آدم ويلكوكس على موقع EliteProspects.com (الإنجليزية)
- آدم ويلكوكس على موقع Eurohockey.com (الإنجليزية)
- آدم ويلكوكس على موقع HockeyDB.com (الإنجليزية)
- آدم ويلكوكس على موقع Hockey-Reference.com (الإنجليزية)